# Фажан
Фажан (порт. Fajão)  —  район (фрегезия) в Португалии,  входит в округ Коимбра. Является составной частью муниципалитета  Пампильоза-да-Серра. По старому административному делению входил в провинцию Бейра-Байша. Входит в экономико-статистический  субрегион Пиньял-Интериор-Норте, который входит в Центральный регион. Население составляет 295 человек на 2001 год. Занимает площадь 65,70 км².
Покровителем района считается Дева Мария (порт. Nossa Senhora da Assunção). 

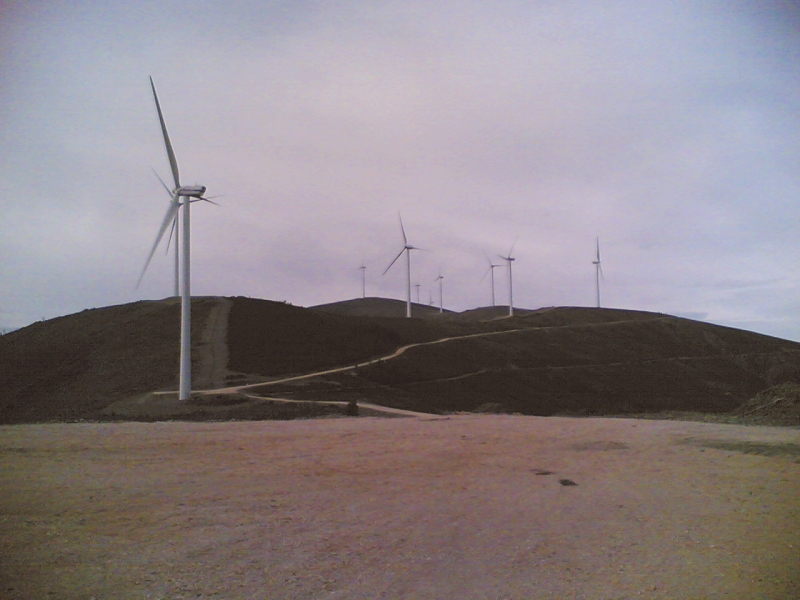

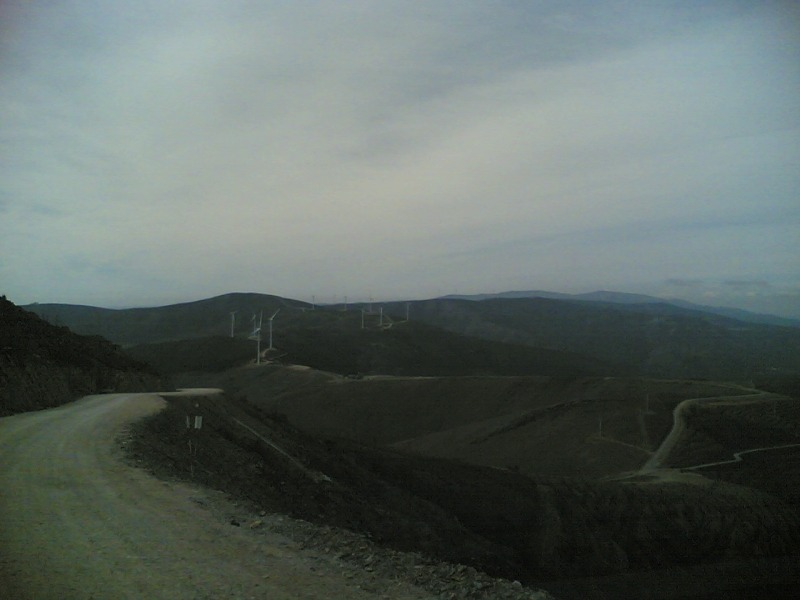